# Jared Jeffrey
Jared Jeffrey (Dallas, 14 juni 1990) is een Amerikaans voetballer die uitkomt voor DC United in de Major League Soccer.
Jeffreys carrière begon in de Verenigde Staten. Tijdens het WK voor 17-jarigen en jonger van 2007 werd hij opgemerkt door Club Brugge. In 2008 kwam Jeffrey over naar de Belgische Eerste klasse, maar hij veroverde onder trainer Jacky Mathijssen nooit een vaste stek in het eerste elftal van Brugge.
In 2009 nam hij deel aan de kwalificaties voor het WK voor 20-jarigen en jonger, in Trinidad en Tobago. In de winterstop van het seizoen 2009/10 stapte hij over naar 1. FSV Mainz 05. . Hij zat er eerst zes maanden in het tweede elftal, alvorens in de zomer van 2010 door te stromen naar het eerste elftal.
Op 3 juli 2013 tekende hij bij het Amerikaanse DC United. Op 27 juli maakte hij tegen New England Revolution zijn debuut voor DC United. Op 3 augustus maakte hij tegen Montreal Impact zijn eerste doelpunt voor de club.

## Spelerscarrière
| seizoen   | club        | land                      | competitie          | wed. | goals |
| --------- | ----------- | ------------------------- | ------------------- | ---- | ----- |
| 2008/2009 | Club Brugge | Vlag van België           | Jupiler League      | 0    | 0     |
| 2009/10   | Club Brugge | Vlag van België           | Jupiler League      | 1    | 0     |
| 2009/10   | Mainz 05    | Vlag van Duitsland        | Bundesliga          | 0    | 0     |
| 2010/11   | Mainz 05    | Vlag van Duitsland        | Bundesliga          | 0    | 0     |
| 2011/12   | Mainz 05    | Vlag van Duitsland        | Bundesliga          | 0    | 0     |
| 2012/13   | Mainz 05    | Vlag van Duitsland        | Bundesliga          | 0    | 0     |
| 2012/13   | D.C. United | Vlag van Verenigde Staten | Major League Soccer | 10   | 2     |
| 2013/14   | D.C. United | Vlag van Verenigde Staten | Major League Soccer | 10   | 0     |
| 2014/15   | D.C. United | Vlag van Verenigde Staten | Major League Soccer | 2    | 0     |
| 2015/16   | D.C. United | Vlag van Verenigde Staten | Major League Soccer | 21   | 2     |